# Boeing 787 Dreamliner

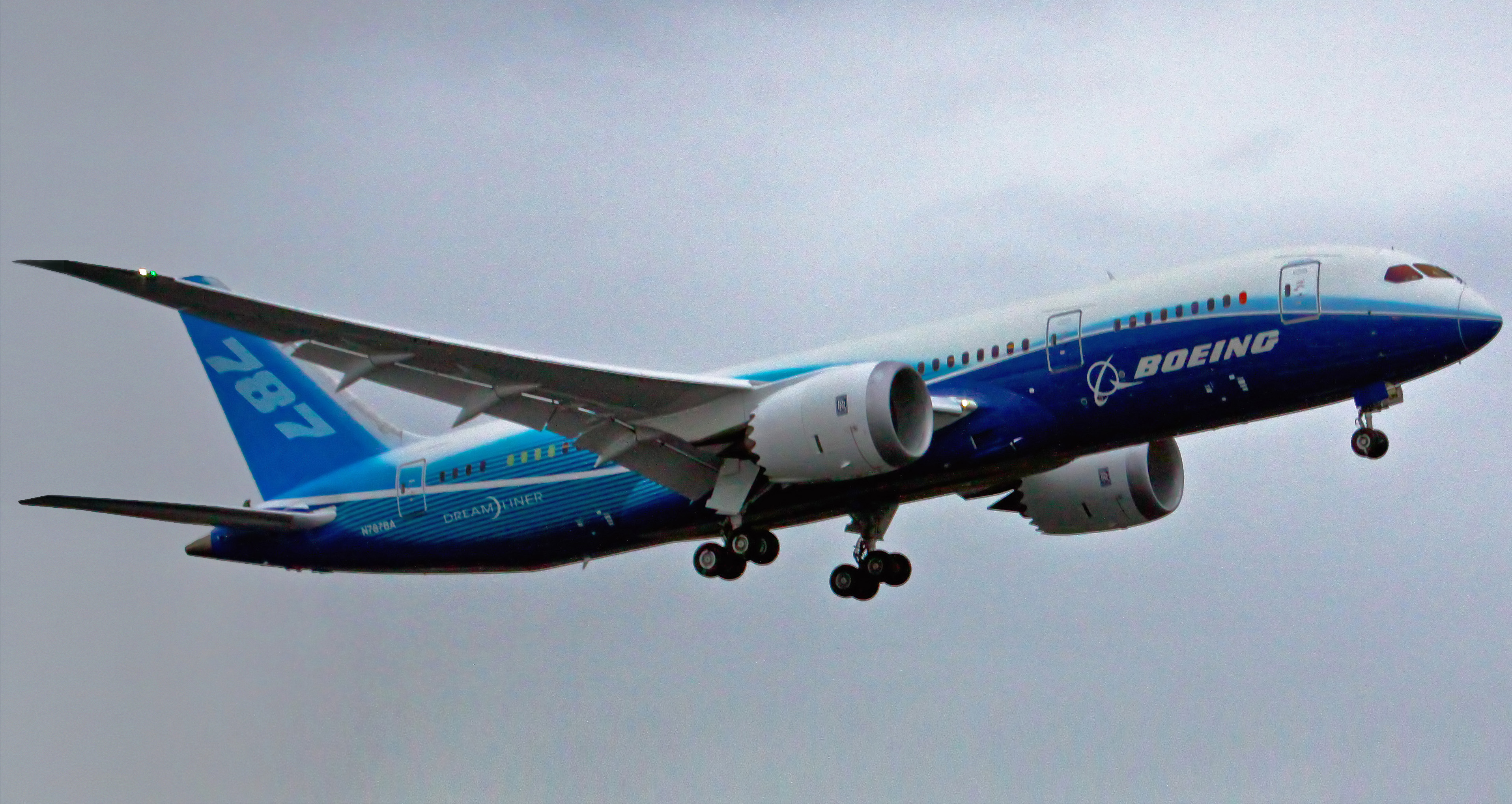
Перший політ Boeing 787

Boeing 787 Dreamliner («Лайнер мрії») — широкофюзеляжний двомоторний пасажирський реактивний літак, який розробила американська компанія Boeing, перший повністю новий літак Boeing після випуску Boeing 777 в 1995 році. Місткість салону лайнера, в залежності від модифікації, становить 210–330 осіб у двокласовому компонуванні та 381-440 в однокласовій конфігурації. Максимальна дальність польоту літака становить 14 200 км. Особливістю нового лайнера повинні були стати економічність і екологічність. «Лайнер мрії» повинен був витрачати на 20 % менше пального під час дальніх перельотів.

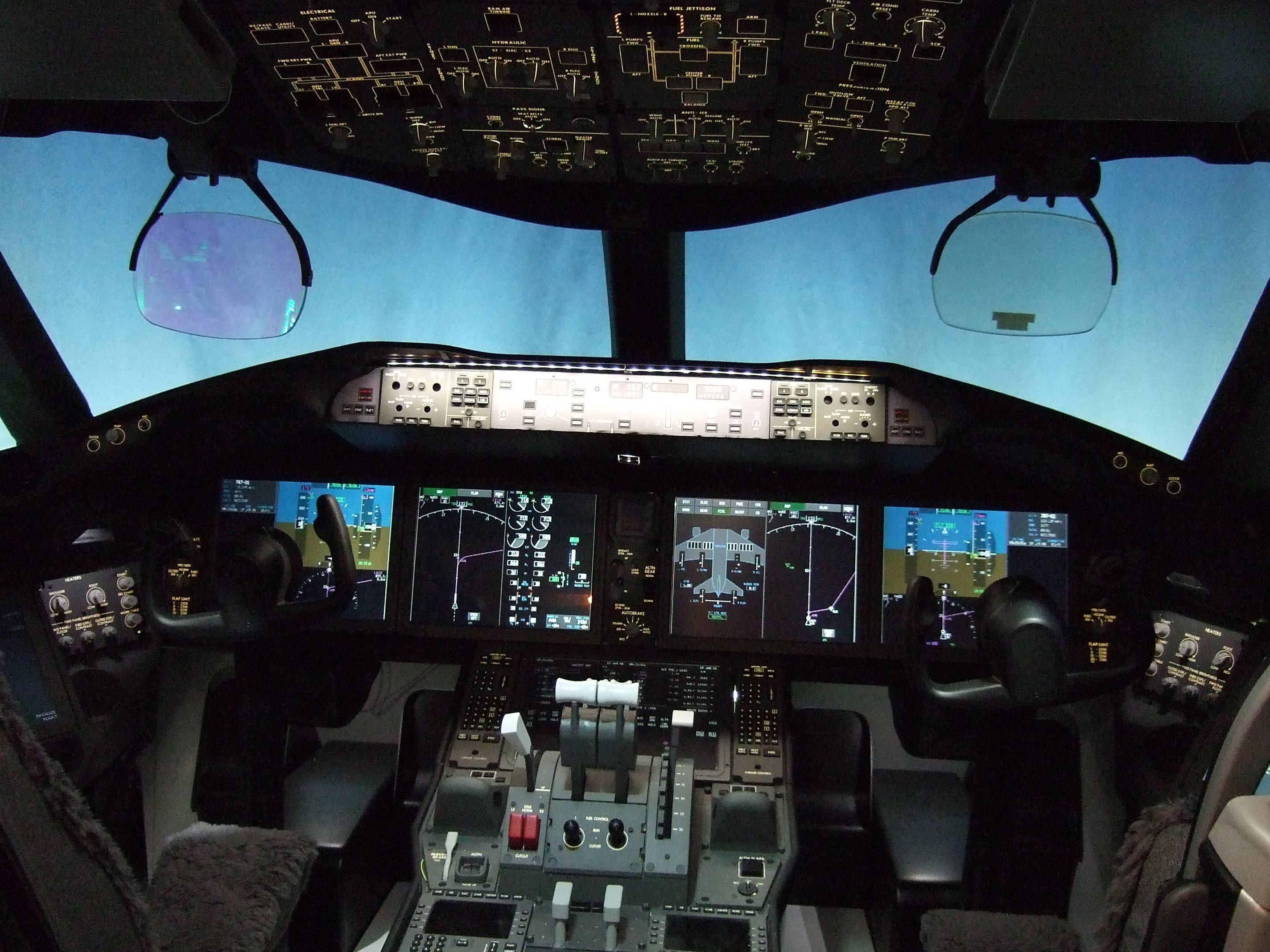
Кабіна Boeing 787

Boeing 787, вартість якого залежно від комплектації доходила до $205,5 млн, ще до випуску замовили понад півсотні авіакомпаній. Першою «Лайнер мрії» отримала японська авіакомпанія All Nippon Airways. Передбачалося, що парк японського авіаперевізника поповниться новим літаком в кінці 2010 року, але експлуатація відкладалася на кінець 2011 року.
На ранніх етапах експлуатації у літака виникло кілька проблем, пов'язаних з літій-іонними батареями (перегрів і розплавлення), які завершилися пожежами на борту. У січні 2013 року Федеральне авіаційне управління США призупинило дію всіх літаків Boeing 787 доти, доки у квітні 2013 не затвердило переглянуту нову конструкцію батареї.
Станом на травень 2024 року, на літаки Боїнг 787 було 1919 замовлень від 87 встановлених клієнтів.

## Історія розробки

### Sonic Cruiser
До кінця 1990-х стало очевидно, що Боїнг 767 значно застарів, і не може змагатися з новими розробками суперника Airbus, такими як Airbus A330. У 2001 році Боїнг оголосив початок розробки нового проєкту, Boeing Sonic Cruiser. Обіцяли, що новий літак Боїнга зможе літати на швидкості, близькій до звукової, при цьому в середньому витрачаючи не більше пального (внаслідок скорочення часу польоту), ніж 767-й або А330. Через Терористичний акт 11 вересня 2001 року та зростання цін на нафту стало ясно, що авіакомпанії більше зацікавлені в економічності польотів, ніж у швидкості, і проєкт Sonic Cruiser, до того ж дорогий та технологічно складний, був закритий.

### Боїнг 7Е7
26 квітня 2004 року Боїнг представив світу свій новий проєкт під кодовим ім'ям 7E7. Цей новий проєкт послужив заміною Sonic Cruiser, успадкувавши багато ідей та технології свого попередника. 
28 січня 2005 року Boeing оголосив, що 7Е7 буде випускатися під назвою Боїнг 787. 25 квітня 2005 року, тобто через рік від початку проєкту, зовнішній вигляд 787-го був «заморожений».

## Варіанти

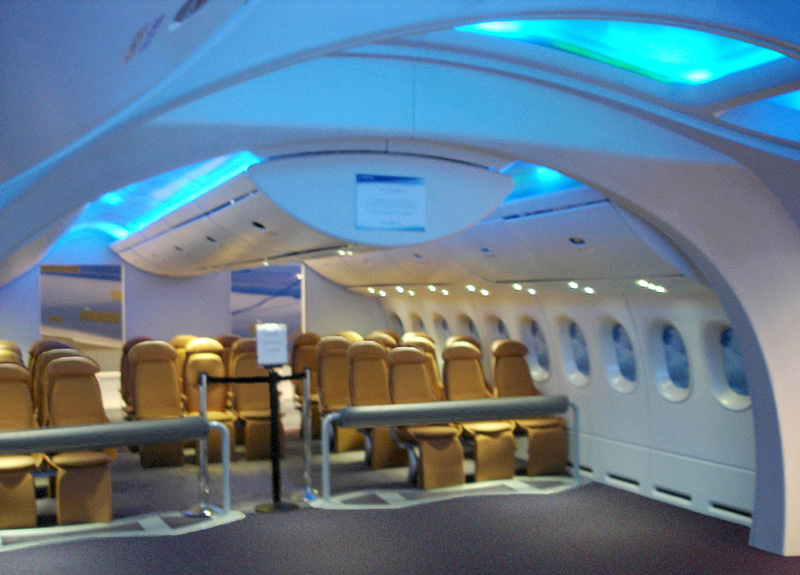
Салон ранніх Dreamliner (концепція)

Взагалі, Боїнг пропонує три варіанти авіалайнера, зокрема:
- 787-3 — 296-місний варіант з дальністю 6500 км, розрахований для завантажених маршрутів малої протяжності. Цей варіант замінив Боїнги 767 і Аеробуси А300 на внутрішніх рейсах Японії. Боїнг отримав замовлення на цей варіант від All Nippon Airways і Japan Airlines. Початок постачання — 2011 рік. Вартість — $146–151,5 млн;
- 787-8 — базовий варіант, розрахований як заміна Боїнгу 767-300ER. Вміщує до 250 пасажирів (залежно від конфігурації), дальність — 15700 км. Планований, але не дотриманий початок постачання — 2008 рік, відтак цей термін було перенесено на кінець 2011 року. Вартість — $157–167 млн;
- 787-9 — подовжений варіант, що вміщує до 290 пасажирів з трохи більшою дальністю порівняно з 787-8. Розрахований як заміна Боїнга 767-400ER, Аеробуса А330-200 і А340-200, McDonnell Douglas MD-11 і Lockheed L-1011. Вартість — $189–200 млн.

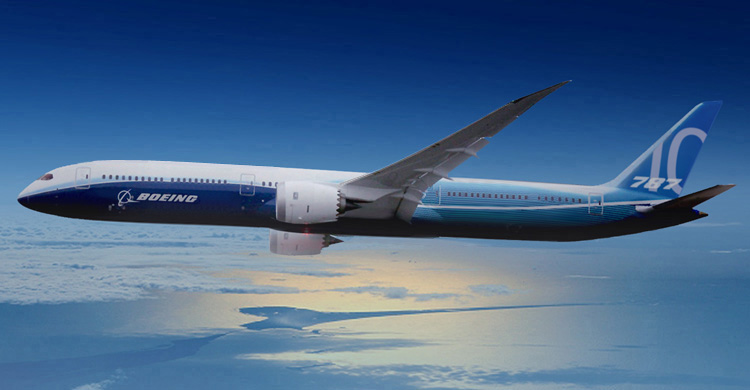
Рендер 787-10

В лютому 2017 року, виробник викотив перший 787-10, що вміщує 330 пасажирів у двокласному компонуванні. Теоретично він зможе замінити Боїнги 777-200A і 777-200ER.

## Випробовування
Перші польотні випробування «Лайнера мрії» планувалося провести ще у 2007 році, а перший замовник мав отримати Боїнг-787 в травні 2008 року. Проте терміни першого польоту «Лайнера мрії» і постачання нового літака замовникам неодноразово переносилися.
15 грудня 2009 року відбувся перший політ новітнього літака Boeing 787 Dreamliner. Авіалайнер піднявся в небо з аеродрому Пейн-філд в Еверетті, штат Вашингтон, США, і через три години виконав посадку на тому ж аеродромі.

## Конструкція

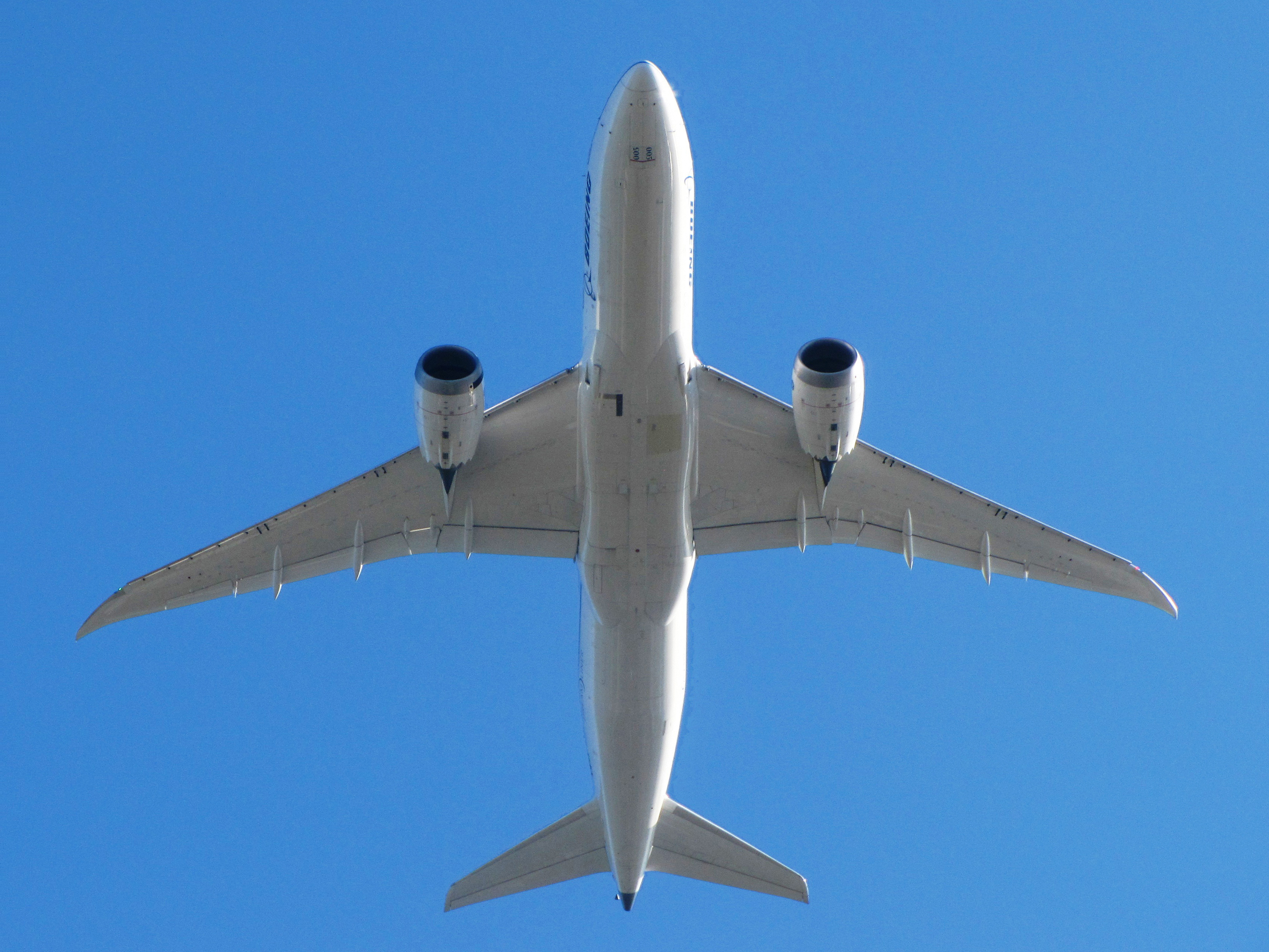
Майже планіметричне зображення Boeing 787-8 (ZA005) при зльоті з аеродрому фірми Боїнг

Конструкція 787-го складається з легковагових елементів. Аероплан на 80 % складається з композитних матеріалів. Хоча зміни конструкції збільшили частку титану в загальному обсязі, Boeing зазначає такий вміст компонентів: 50 % — композитні матеріали, 20 % — алюміній, 15 % — титан, 10 % — сталь і 5 % — інші матеріали. Алюміній використано для передньої крайки крил та хвоста; титан здебільшого у двигунах та кріпленнях, сталеві компоненти використовуються у решті елементів.
Зовнішні відмінності охоплюють гребневі вінглети та мотогондоли з шумознижувальними зубчастими краями шеврон. Модифікація 787 з найбільшим запасом польоту, спроможна подолати відстань у 8000-8500 морських миль, тобто маршрут з Лос-Анжелеса до Бангкоку або з Нью-Йорка до Гонконга. Крейсерська швидкість складає  0.85 Маха (488 вузлів; 903 км/год; 561 миль/год на стандартних ешелонах польоту). 2019 року Boeing 787 Dreamliner авіакомпанії Virgin Galactic під час перельоту з Лос-Анджелесу до Лондону розвинув швидкість 1290 км/год.

## Цікаві факти
15 листопада 2023 року, Boeing 787 Dreamliner вперше успішно здійснив посадку на замерзлу злітно-посадкову смугу на аеродромі Тролл в Антарктиді. Він став найбільшим пасажирським літаком, який будь-коли до цього приземлявся на континенті.

## Аварії та катастрофи
12 червня 2025 року рейс 171 авіакомпанії Air India, що експлуатувався VT-ANB, 11-річний Boeing 787-8, що летів з аеропорту Ахмедабад до лондонського аеропорту Гатвік, розбився невдовзі після зльоту в передмісті Мегані Нагар в Ахмедабаді. На борту перебувало 242 особи. Стало відомо, що в авіакатастрофі вижив лише один пасажир.
Всього в результаті катастрофи загинуло 316 людей, включаючи 75 людей на землі, в житловому комплексі для персоналу цивільної лікарні. Це була перша в історії смертельна аварія Boeing 787. Британські та індійські авіаційні органи розпочали спільне розслідування катастрофи.